# نهنگ‌منقاریان
نوک‌نهنگان یا نهنگان نوکدار (نام علمی: Ziphiidae) ‏۲۱ عضو تیره‌ای از آب‌بازان هستند که به خاطر داشتن نوک‌های بلند خود شناخته‌شده‌اند. نوک‌نهنگان بدن استوانه‌ای و پوزهٔ بسیار مشخص دارند که چین و شیاری بین آن و پیشانی وجود ندارد. این نهنگان به خاطر گستره جغرافیایی زندگیشان و عادت به رفتن به اعماق زیاد و عادت‌های اسرارآمیز، از کمتر شناخته‌شده‌ترین پستانداران جهان هستند. نام علمی نوک‌نهنگان (Ziphiidae) از واژه یونانی Xiphos، (به معنای «شمشیر») می‌آید، از این رو می‌توان نام این خانواده را به «نهنگانی با پوزهٔ شمشیرمانند» تعبیر کرد.
چندین گونه نوک‌نهنگان تنها در دو دهه گذشته شناسایی شده‌اند؛ از جمله نوک‌نهنگ پرین که در سال ۲۰۰۲ شناسایی و رده‌بندی شد. خانواده نوک‌نهنگان دارای ۶ سرده است.

## ویژگی‌ها
طول نهنگ‌های عضو این تیره میان ۴ تا ۱۳ متر متغیر است و وزنشان نیز ۱ تا ۱۵ تن، بسته به گونه، تغییر می‌کند. اصلی‌ترین ویژگی این نهنگان پوزه‌های باریک نوک‌مانندشان است که آن‌ها را همانند بسیاری از دلفینها می‌کند.
با آنکه نوک‌نهنگ تاسمانی یک استثناء به شمار می‌رود، بیشتر اعضای این تیره دارای یک یا دو جفت دندان هستند که ممکن است در ماده‌ها وجود نداشته باشند. آن‌ها همچنین دارای دودیسی جنسی هستند.

## رده‌بندی
- راسته آب‌بازسانان
  - زیرراسته آب‌بازسانیان دندان‌دار: نهنگ‌های دندان‌دار
    - خانواده نوک‌نهنگان
      - سرده سیاه‌دلفین‌ها
        - نوک‌نهنگ بزرگ، Berardius arnuxii
        - نوک‌نهنگ بیرد، Berardius bairdii

      - سرده نهنگان پوزه‌بطری
        - نهنگ پوزه‌بطری شمالی، Hyperoodon ampullatus
        - نهنگ پوزه‌بطری جنوبی، Hyperoodon planifrons

      - سرده هندوآرام‌ها
        - نهنگ پوزه‌بطری گرمسیری، Indopacetus pacificus

      - سرده نهنگ میان‌دندان
        - نوک‌نهنگ ساوربی، Mesoplodon bidens
        - نوک‌نهنگ پهن‌دندان، Mesoplodon bowdoini
        - نوک‌نهنگ هابز، Mesoplodon carlhubbsi
        - نوک‌نهنگ بلنویل، Mesoplodon densirostris
        - نوک‌نهنگ آنتیل، Mesoplodon europaeus
        - نوک‌نهنگ ژینکودندان، Mesoplodon ginkgodens
        - نوک‌نهنگ گری، Mesoplodon grayi
        - نوک‌نهنگ هکتور، Mesoplodon hectori
        - نوک‌نهنگ لایارد، Mesoplodon layardii
        - نوک‌نهنگ ترو، Mesoplodon mirus
        - نوک‌نهنگ کوتوله، Mesoplodon peruvianus
        - نوک‌نهنگ پرین، Mesoplodon perrini
        - نوک‌نهنگ برینگ، Mesoplodon stejnegeri
        - نوک‌نهنگ بیل‌دندان، Mesoplodon bahamondi

      - سرده نهنگ‌های تاسمانی
        - نهنگ تاسمانی، Tasmacetus shepherdi

      - سرده غازنوک‌ها
        - نهنگ غازنوک، Ziphius cavirostris